# Кушинг (Оклахома)
Кушинг (англ. Cushing) — місто (англ. city) в США, в окрузі Пейн штату Оклахома. Населення — 8327 осіб (2020).

## Географія
Кушинг розташований за координатами 35°58′46″ пн. ш. 96°45′36″ зх. д. / 35.97944° пн. ш. 96.76000° зх. д. (35.979433, -96.759878).  За даними Бюро перепису населення США в 2010 році місто мало площу 20,14 км², з яких 20,12 км² — суходіл та 0,02 км² — водойми.

### Клімат
| Клімат : Кушинг         | Клімат : Кушинг | Клімат : Кушинг | Клімат : Кушинг | Клімат : Кушинг | Клімат : Кушинг | Клімат : Кушинг | Клімат : Кушинг | Клімат : Кушинг | Клімат : Кушинг | Клімат : Кушинг | Клімат : Кушинг | Клімат : Кушинг | Клімат : Кушинг |
| Показник                | Січ.            | Лют.            | Бер.            | Квіт.           | Трав.           | Черв.           | Лип.            | Серп.           | Вер.            | Жовт.           | Лист.           | Груд.           | Рік             |
| Абсолютний максимум, °C | 27,2            | 28,3            | 33,3            | 38,3            | 37,8            | 42,2            | 47,2            | 44,4            | 43,3            | 37,2            | 29,4            | 27,8            | 47,2            |
| Середній максимум, °C   | 8,9             | 12,2            | 16,1            | 22,8            | 26,7            | 31,7            | 34,4            | 35,0            | 31,1            | 24,4            | 16,7            | 11,1            | 22,6            |
| Середній мінімум, °C    | −3,9            | −1,1            | 2,2             | 9,4             | 15,0            | 19,4            | 21,7            | 21,1            | 16,1            | 10,6            | 2,8             | −1,7            | 9,4             |
| Абсолютний мінімум, °C  | −23,9           | −16,1           | −18,9           | −5              | 0,0             | 7,2             | 12,8            | 10,6            | 1,7             | −4,4            | −12,2           | −18,3           | −23,9           |
| Норма опадів, мм        | 33              | 41              | 53              | 89              | 147             | 130             | 109             | 69              | 94              | 76              | 41              | 33              | 909             |
| Днів з дощем            | 3,3             | 3,9             | 5               | 6,5             | 7,4             | 7,8             | 7,1             | 5,2             | 5,9             | 5               | 3,1             | 3,3             | 63,5            |
| Вологість повітря, %    | 70              | 68              | 63              | 62              | 70              | 69              | 66              | 64              | 63              | 63              | 61              | 66              | 65              |
| ----------------------- | --------------- | --------------- | --------------- | --------------- | --------------- | --------------- | --------------- | --------------- | --------------- | --------------- | --------------- | --------------- | --------------- |
| Джерело: weather.com    |                 |                 |                 |                 |                 |                 |                 |                 |                 |                 |                 |                 |                 |

## Демографія
Згідно з переписом 2010 року, у місті мешкало 7826 осіб у 2949 домогосподарствах у складі 1867 родин. Густота населення становила 389 осіб/км².  Було 3591 помешкання (178/км²).
Расовий склад населення:
| - 79,1 % — білих - 7,2 % — корінних американців - 5,3 % — чорних або афроамериканців - 0,4 % — азіатів - 0,1 % — вихідців з тихоокеанських островів - 1,2 % — осіб інших рас |

До двох чи більше рас належало 6,6 %. Частка іспаномовних становила 5,0 % від усіх жителів.
За віковим діапазоном населення розподілялося таким чином: 24,0 % — особи молодші 18 років, 60,4 % — особи у віці 18—64 років, 15,6 % — особи у віці 65 років та старші. Медіана віку мешканця становила 36,8 року. На 100 осіб жіночої статі у місті припадало 109,9 чоловіків;  на 100 жінок у віці від 18 років та старших — 112,7 чоловіків також старших 18 років.
Середній дохід на одне домашнє господарство  становив 48 671 долар США (медіана — 37 995), а середній дохід на одну сім'ю — 52 711 долар (медіана — 40 863). Медіана доходів становила 37 621 долар для чоловіків та 25 455 доларів для жінок. За межею бідності перебувало 20,9 % осіб, у тому числі 20,6 % дітей у віці до 18 років та 9,6 % осіб у віці 65 років та старших.
Цивільне працевлаштоване населення становило 2807 осіб. Основні галузі зайнятості: освіта, охорона здоров'я та соціальна допомога — 20,1 %, роздрібна торгівля — 10,5 %, виробництво — 9,8 %.